# 琴村
琴村（きんむら）は、長崎県上県郡にあった村。1955年（昭和30年）に北隣の豊崎町と合併し、上対馬町となった。
現在の対馬市上対馬町の南部にあたる。

## 地理
対馬島の北東部に位置する。
- 山：金山、香ノ木山、鳴滝山、樫岳、イビタ山、白岳、城岳、小白岳、天頭山、茶屋隈峠
- 島嶼：銭島、千鳥島、松島、京島
- 河川：舟志川、琴川、芦見川、久留栖川
- 港湾：舟志湾、小鹿漁港、一重漁港

## 沿革
当村域の一帯について、中世は「伊奈郡」および「豊崎郡」の各一部、近世は「伊奈郷」および「豊崎郷」の各一部に属した。また『津島紀事』によれば、伊奈郷内には枝村4村を含む20村、豊崎郷内には枝村1村を含む18村が属していたとされる。伊奈郷と豊崎郷は対馬島内の他の各郷とともに明治5年に廃止された。
- 1908年（明治41年）4月1日 - 島嶼町村制施行により、琴村・葦見村・一重村・小鹿村・五根緒村・舟志村・中原村が合併し上県郡琴村が発足[9]。
- 1955年（昭和30年）1月1日 - 豊崎町と合併して上対馬町が発足し、琴村は自治体として消滅。

## 地名
大字を行政区域とする。
- 芦見（あしみ）[10]
- 小鹿（おしか）
- 琴（きん）
- 五根緒（ごねお）
- 舟志（しゅうし）
- 中原（なかばる）[11]
- 一重（ひとえ）